# Фундаментална теорема на анализа
Фундаменталната теорема на анализа (известна и като теорема на Нютон-Лайбниц) е твърдение, което свързва двете основни операции в математическия анализ – диференцирането и интегрирането. То показва, че тези операции са взаимно обратни, по-точно, ако една непрекъсната функция е интегрирана и след това диференцирана, резултатът е първоначалната функция. От този резултат и основната теорема на интегралното смятане, следва, че ако една непрекъснато-диференцируема функция е диференцирана и след това интегрирана, резултатът е функция отличаваща се с константа от първоначалната функция. Първото изказване и доказателство на теоремата е дело на шотландския математик Джеймс Грегъри.

## Формулировка
Нека f е непрекъсната функция с реални стойности, дефинирана в отворен интервал, съдържащ интервала [a, b]. Нека F е функция дефинирана в [a,b] така:
{\displaystyle F(x)=\int _{a}^{x}f(x)\,dx,\quad x\in [a,b]}
тогава F е диференцируема във всяка точка на [a,b] и {\displaystyle F'(x)=f(x)\,}за всяко x в [a, b].
И обратното, ако G е функция, такава че {\displaystyle f(x)=G'(x)\,} за всяко x в [a, b], т.е. G е примитивна на f в този интервал, то
{\displaystyle \int _{a}^{x}f(t)\,dt=G(x)-G(a)}.